# 肘掛け椅子の革命家
肘掛け椅子の革命家（ひじかけいすのかくめいか、英: Armchair revolutionary）または肘掛け椅子の活動家および肘掛け椅子の社会主義者とは、肘掛け椅子に座っている快適な場所から説教するかのように、革命を実現するための行動を起こすことなく、過激な目的を公言する話し手や書き手を表す、しばしば軽蔑的な表現である。

## 例
1937年、ニコライ・ベルジャーエフは次のように書いた：「西ヨーロッパで数年間暮らした後、プレハーノフは完全に西洋人となり、非常に合理主義的なタイプとなった。かなり教養があったが、その教養は最高級のものではなかった。実践的な革命家というよりは、肘掛け椅子の革命家であった。彼はマルクス主義学派の指導者にはなれたかもしれないが、革命の指導者にはなれなかった。それは革命の時に明らかになった」。
コラムニストジュリー・バーチルは、この文章で示された相対的なエネルギーレベルを強調した：「長く厳しい冬の間、魅力的な肌の浅黒い人々の一団が通りに出て本格的な革命を起こしている光景ほど、西洋の肘掛け椅子の革命家の冷たい血を温めるものはない」。
左翼共産主義者は、マルクス主義運動のよりマルクス・レーニン主義的な派閥からしばしばこう呼ばれてきた。特に、イタリアの著名な左翼共産主義者であるアマデオ・ボルディガは、ソビエト経済モデルに対する頻繁な批判により、この言葉を付与されてきた。

## 文化における使用
ガーディアン紙は、この決まり文句を次の見出しで使用した：「私たちは肘掛け椅子の活動家の国民だ—そしてそれでいいとブリジット・クリスティーは言う」。
ウィリアム・グラハムは、自身の旅行記に『ラテンアメリカ：肘掛け椅子の革命家の覚書』というタイトルを付けた。
2014年12月、ブリティッシュ・メディカル・ジャーナルは、政治的所属が文字通りの身体活動レベルとどのように相関するかを判断する目的で、NHSチョイシズで「軽い気持ちの」と描写された研究をおそらく風刺的意図も含め発表した。この研究の述べられた結論は、文字通りの「肘掛け椅子の社会主義者」は階級として存在せず、政治的スペクトルのどちらの端（左派または右派）に向かう政治的見解の保持者は、政治的中道派よりも身体的に活動的である傾向があるというものであった。